# 托斯卡纳大区
托斯卡纳（義大利語：Toscana，發音：[tosˈkaːna]），也譯為托斯卡納、塔斯卡尼，是意大利一个大区，拉齐奥位于其南，翁布里亚位于其东，艾米利亚-罗马涅和利古里亚在其北，西濒第勒尼安海。它经常被评价为意大利的最美丽的部分。其首府为佛罗伦萨。
托斯卡纳以其美丽的风景和丰富的艺术遗产而著称。已有6处被列为世界遗产：佛罗伦萨历史中心（1982年）、比萨主教座堂广场（1987年）、圣吉米尼亚诺历史中心（1990年）、锡耶纳历史中心（1995年）、皮恩扎历史中心（1996年）和奥尔恰谷（2004年）。
托斯卡纳实质上是義大利文藝復興的发源地，它的艺术遗产包括建筑学、绘画及雕塑、被许多的博物馆收藏，而最知名的博物馆是位于佛罗伦萨的乌菲兹美术馆，而很多小城市亦有这些博物馆。托斯卡纳是列奥纳多·达·芬奇、米开朗基罗及但丁（意大利语之父）的出生地。托斯卡纳也以酿酒著名（例如基安蒂酒），境内并有120受保护地区（自然保护区）。
托斯卡纳最著名的旅游热点包括佛罗伦萨、锡耶纳、比萨、卢卡、里窝那、馬薩、克雷泰塞内西地区（Crete Senesi）、卢尼贾纳（Lunigiana）和加法尼亚纳（Garfagnana）地区及厄尔巴岛。

## 名稱
「托斯卡納」源自古羅馬人對伊特鲁里亚人的稱謂「圖斯基亞」。

## 历史

### 亚平宁微兰诺威文化
早於上古時代托斯卡尼就已有人居住。當時已有所謂的「微蘭諾威文化」，見諸於托斯卡尼。

### 伊特鲁里亚时期
伊特魯里亞文明於托斯卡尼創造了古老的文明，領域大致包括今天的托斯卡納和拉齊奧等地。當時其文化程度，足以建設交通網、農耕以至礦物開採。

### 罗马时代

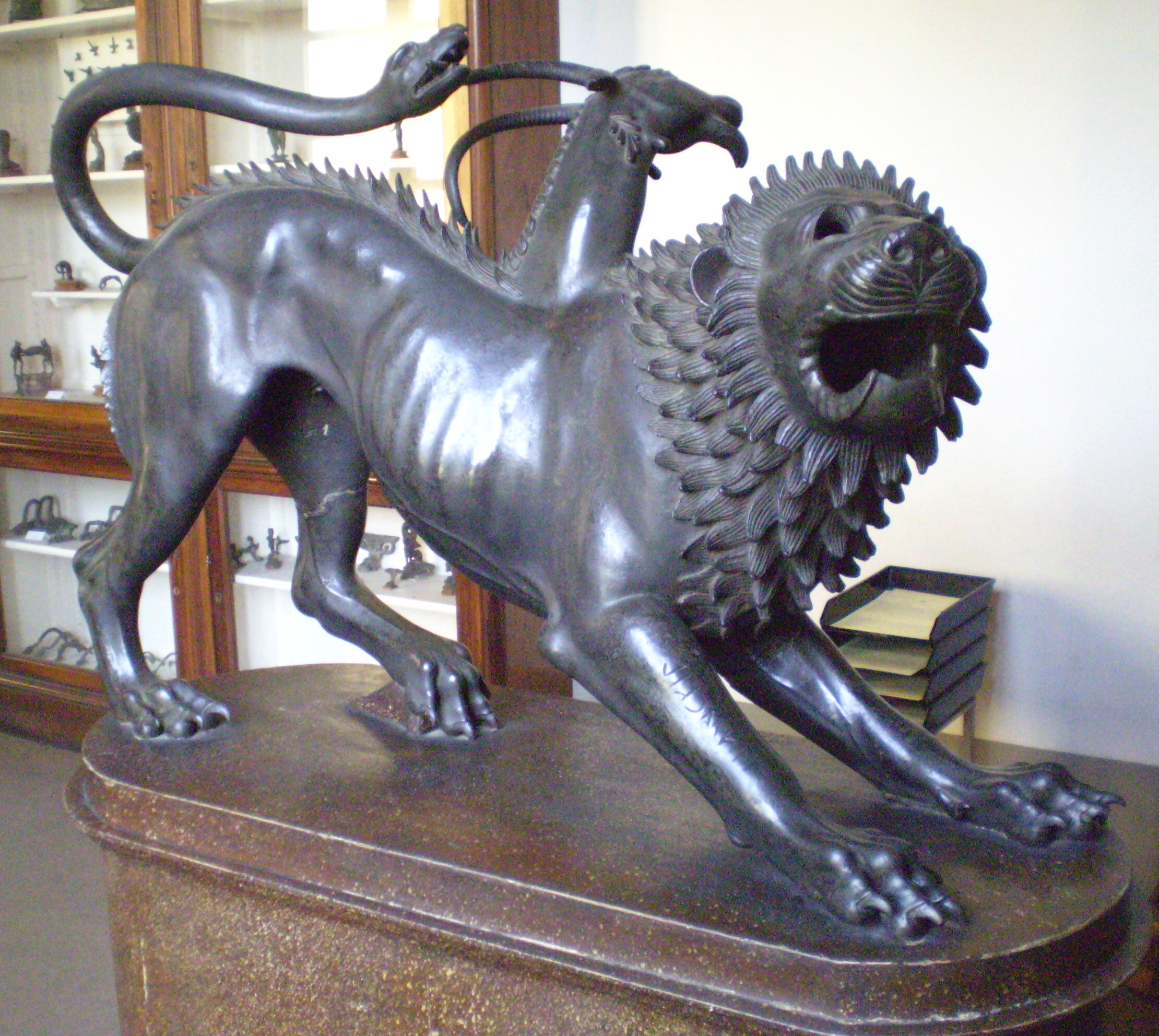
阿雷佐的喀邁拉，伊特魯里亞時期的青銅像。

公元前七世紀早期，希臘人在亞平寧半島登陸，開始控制亞得里亞海的商貿活動。公元前六世紀末期，伊特魯里亞南邊的羅馬日益強大，而伊特魯里亞人在海上又無法與希臘人匹敵。公元前三世紀，羅馬開始向北部擴張，伊特魯里亞的城市一座一座被羅馬人攻陷，最後一座伊特魯里亞城市韋茲納（伊特魯里亞語：Velzna）在公元前265年陷落。伊特魯里亞文明不復存在，但依然留下了大量文化遺產。
羅馬人在吞併了伊特魯里亞後，馬上大興土木建造了四條由羅馬出發的大道：
- 奧勒良道，通往位於比薩的港口，以及位於熱那亞的海軍基地；
- 克洛迪亞大道（義大利語：Via Clodia），通往薩圖爾尼亞（義大利語：Saturnia）；
- 卡西亞道，通往今天的翡冷翠一帶；
- 弗拉米尼亞大道，通往翁布里亞。

值得注意的是，羅馬人修建這幾條大道的時候，特意避開了伊特魯里亞人的聚居地，通過這種做法來推動伊特魯里亞的衰落。而大道沿途的許多羅馬人聚居地，後來都變成了城市，這些城市包括盧卡、比薩、錫耶納和翡冷翠。

### 中世纪
在西羅馬帝國滅亡後，托斯卡尼曾受哥特人所統治；後來東羅馬帝國曾光復此地，然後又受倫巴第人征服。
關於中世紀的托斯卡納，史籍記載很少，目前可以確定的是：到了中世紀後期，托斯卡納已經進入了城邦鼎立嘅時代。翡冷翠、錫耶納、比薩等大城邦為了爭奪這個地區的控制權，不停地吞併周邊的小城邦，同時又相互征伐。這些戰爭最初都是由城邦公民組建的武裝部隊進行的。《神曲》的作者但丁自己就參加過翡冷翠聯軍攻打阿雷佐的坎帕爾迪諾之戰。但是後來由於傷亡太慘重，越來越多城邦開始請僱傭兵來代勞。這些相互征伐的城邦大致可以分為兩派：支持教宗國的歸爾甫派和支持神聖羅馬帝國的吉伯林派。而在翡冷翠的歸爾甫派後來又分裂成兩派，史稱白歸爾甫派和黑歸爾甫派。在瓦盧瓦伯爵夏爾支持的黑歸爾甫派奪取翡冷翠的政權後，身為白歸爾甫派的但丁被迫流亡，向曾經的敵人吉伯林派尋求庇護。
雖然戰亂頻繁，後來又有導致近一半人口死於非命的黑死病，但中世紀的托斯卡納並非完全混亂無序。相反，在絲綢工業和商業的推動下，托斯卡納的經濟相當繁榮。其中出名的例子就有來自比薩的商人兼數學家斐波那契（Fibonacci），他將阿拉伯數字以及阿拉伯人保存的古代數學重新帶進托斯卡納，大大推動了幾何學的發展。而幾何學的發展又大大推動了建築學嘅發展，令托斯卡納的建築師開始嘗試更大膽、更前衛的建築設計。此外，金融機構的再次出現，也為近現代會計學奠定了基礎。

### 文艺复兴时期
托斯卡尼在文藝復興時代屬重心，其中以佛羅倫斯為最主要基地。當時托斯卡尼落入了美第奇家族之手。

### 近现代

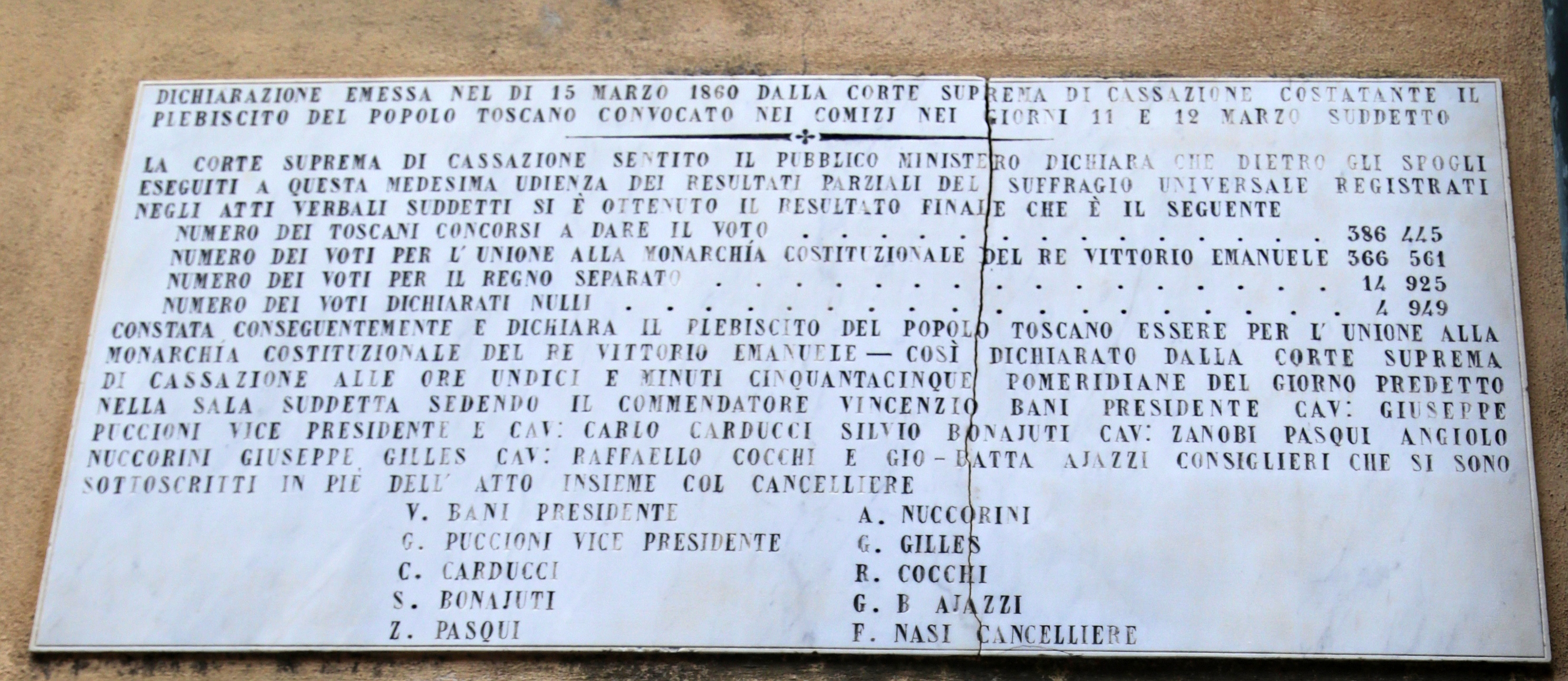
紀念托斯卡納併入薩丁尼亞王國的銘牌。
投票人總數：386445
支持併入薩丁尼亞王國：366561
主張維持獨立：14925
無效票：4949

於十六世紀，美第奇家族建立了托斯卡纳大公國，直至1737年吉安·加斯托内·德·美第奇逝世為止。此後托斯卡尼轉手予弗朗茨一世。
到拿破崙時代，法國又吞併了托斯卡尼，但拿破崙失敗以後，又恢復成哈布斯堡家族的費迪南多三世擔任托斯卡納大公。1848年革命時，托斯卡尼一度成為共和國並頒行憲法，但在奧軍鎮壓下失敗了，年輕的奧國新皇帝弗朗茨·约瑟夫在1849年登基，鎮壓新聞自由和恢復私刑審判，將帝國帶向開明專制的強勢統治：他任命的首相巴赫，開始了被稱為「巴赫專制」的鐵腕治國；托斯卡尼也深受影響，1852年憲法被廢除，當時的大公利奧波多二世失去了原有的支持和人氣而被嫌棄。譬如書刊檢查恢復執行，並實行更嚴格的警察監督，以致所有（資產階級）政治活動的自由都被鎮壓了。行政、司法和財政制度也改組地很有效率，但加重了財務壓力與人民的稅負。
1860年三月，托斯卡納、帕爾馬、摩德納和羅馬涅經過公投決定加入薩丁尼亞王國（後為意大利王國）一部分。

## 经济
托斯卡纳也以酿酒著名，特别是基安蒂酒，是意大利其中一种最受欢迎的酒。另外托斯卡纳的牛（特别是著名的佛罗伦萨牛扒）和所生产的橄榄油（特别是卢卡及邻近山区所生产的橄榄油）亦很著名。
旅游业亦是所谓的「艺术城市」，是包括佛罗伦萨、卢卡、比萨、锡耶纳、圣·吉米拿路等，及托斯卡纳海岸和小岛（厄尔巴岛）的经济支柱。
托斯卡纳的另一个收入来源是採大理石业，例如卡拉拉、馬薩等地；而这些丰富的石矿资源，也造就了托斯卡纳瓷砖、建筑材料的加工生產。